# Patrick Martin
Patrick Martin   (Louisville, 19 d'agost de 1923 - Massena, 21 d'abril de 1987) fou un pilot de bob estatunidenc que va competir durant les dècades de 1940 i 1950. Era fill de Robert Martin i germà de Leo Martin, ambdós pilots de bob en diferents Jocs Olímpics. Fou el primer esportista estatunidenc en guanyar tres medalles als Jocs Olímpics d'Hivern.
El 1948 va prendre part en els Jocs Olímpics d'Hivern de Sankt Moritz, on guanyà la medalla d'or en la prova de bobs a quatre del programa de bob. Formà equip amb Francis Tyler, Edward Rimkus i William D'Amico. Quatre anys més tard, als Jocs d'Oslo, guanyà la medalla de plata en les dues proves del programa de bob. En el dos va fer parella amb Stanley Benham, mentre en el quatre va formar equip amb el mateix Benham, Howard Crossett i James Atkinson. En el seu palmarès també destaquen dues medalles d'or i tres de plata al Campionat del món de bob, entre 1949 i 1951.